# Chiesa del Carmine (Benevento)
La chiesa di Santa Maria del Carmine, comunemente chiamata di Sant'Anna, si trova nella città di Benevento sul corso Garibaldi.

## Storia
La data esatta della sua edificazione non è conosciuta. Alcuni storici locali affermano che è anteriore al 1500, ma la maggior parte è concorde che l'edificazione risale agli inizi del XVI secolo. Fu devastata quasi interamente dal terremoto del 1732. Con il restauro fu aperta l'entrata sull'attuale Corso Garibaldi.
Ospitò i religiosi Carmelitani fino al 1799; a questi succedettero i padri della Congregazione dei Missionari del Preziosissimo Sangue. In città tenne dei corsi di prediche anche il loro fondatore, Gaspare del Bufalo. I Padri Missionari a loro volta, con la legge della soppressione, nel 1861 furono allontanati. Tornarono nel 1879, senza rioccupare la loro casa annessa alla chiesa.
Data la vastità della chiesa Louis de Beer, governatore per conto del principe di Benevento Charles Maurice de Talleyrand, voleva farne un pubblico teatro, ma gli eventi non gli dettero modo di effettuare la trasformazione. La chiesa fu molto danneggiata dagli eventi bellici della seconda guerra mondiale.

## Descrizione
La facciata presenta uno spazioso portale ad arco, su cui si nota una finestra settecentesca. La chiesa ha una pianta a croce greca; è illuminata da finestre che si aprono nell'abside e nei bracci.
La cupola e la volta sono adornate da pitture e stucchi dorati. La chiesa possiede notevoli opere d'arte, di cui molte risalenti al XVIII secolo, come le due acquasantiere collocate all'ingresso e l'altar maggiore, policromo, sovrastato dal dipinto monumentale La Vergine con san Luigi Gonzaga e santa Maria Maddalena dei Pazzi, di Sebastiano Conca.
Nella navata si aprono sei cappelle. Nel braccio destro della croce, una statua lignea di Sant'Anna del 1766, poggiata sull'altare policromo, dà alla chiesa il suo nome popolare. Nel braccio sinistro si trovano un Cristo morto ligneo di Luigi De Rosa.
Inoltre, nella chiesa è conservata una pregevole tela di Francesco Solimena (XVIII secolo) con S.Anna, la Madonna ed il Bambino.